# Historia de Badajoz

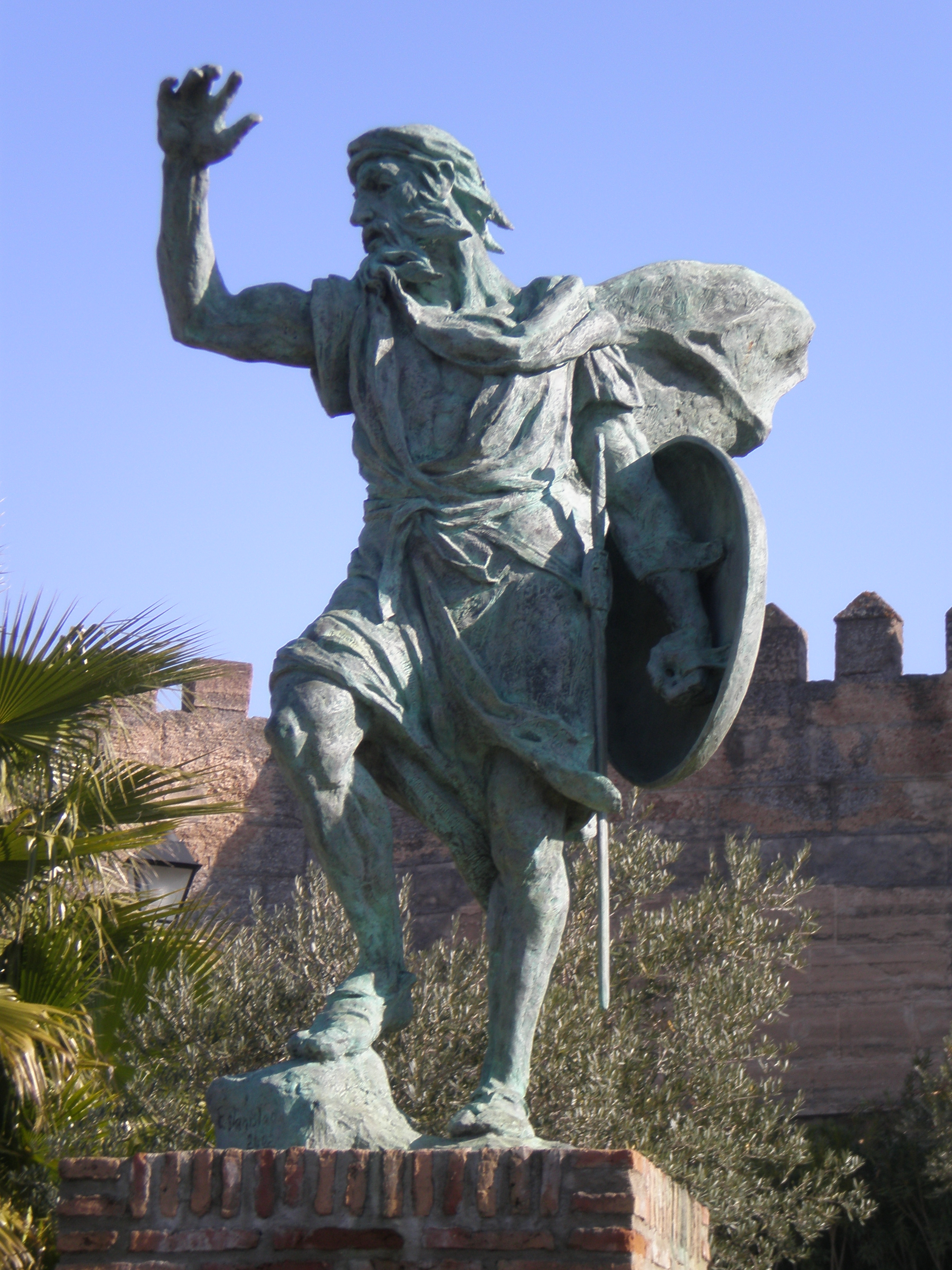
Ibn Marwán, fundador de Badajoz, obra de Estanislao García Olivares

La ciudad de Badajoz, asentada junto al río Guadiana, fue fundada en el año 875 por Ibn Marwán, aunque hay evidencia de asentamientos anteriores. La época musulmana se caracterizó por periodos de gobierno independiente y florecimiento de la ciudad (los Marwán, las tres taifas) y luchas con el poder central (Emirato de Córdoba, Califato de Córdoba), los reinos cristianos (Portugal, León, Castilla) u otros reinos musulmanes (Sevilla, Toledo...).
Tras la conquista cristiana por el reino de León, Badajoz cambió su posición estratégica al encontrarse junto a la frontera con Portugal. Durante varios siglos representó un papel muy destacado en las relaciones entre los dos reinos peninsulares: en periodos de paz se celebraron encuentros, bodas, tratados; en periodos de guerra era una de las principales piezas defensivas y ofensivas (subida al trono de Portugal de Felipe II, guerra de las Naranjas).
Actualmente es un importante punto comercial y de encuentro cultural entre España y Portugal.

## Prehistoria
La falta de testimonios históricos sólidos y fiables anteriores a los que aportan los cronistas árabes en la etapa medieval, hace que no se pueda afirmar con bases científicas ciertas o fiables la existencia de un núcleo urbano verdaderamente consolidado antes de la etapa visigoda. Sin embargo, los restos aflorados en sus proximidades y que se encuentran en el Museo Arqueológico Provincial de Badajoz permite afirmar que ya desde el Paleolítico Inferior, es decir unos 5000 siglos (medio millón de años), diversos grupos humanos se asentaron en zonas muy próximas a la actual situación de Badajoz si bien el conocimiento de su modo de vida es muy escaso.

### Paleolítico y Neolítico
Después de un largo paréntesis desde el año 40 000 al 6000 antes de Cristo (la etapa en la que aparece el Homo sapiens sapiens), que abarca casi todo el Paleolítico Inferior y una buena parte del Neolítico se abre una nueva apoyatura en favor de existencia de grupos humanos en zonas próximas a Badajoz debido a los testimonios que aportan las pinturas rupestres encontradas en cuevas y zonas resguardadas por las serranías de Alburquerque, La Zarza y alguno más, próximos a Badajoz. También aparecen utensilios como el jarro de La Zarza, fechado en el siglo VII a. C., otros de piedra tallada y demás materiales que corresponden al Paleolítico, concretamente al periodo Musteriense en La Corchuela, Dehesilla de Calamón y Torrequebrada entre otros, también muy próximos a Badajoz. Estos hallazgos se conservan en el Museo Arqueológico Provincial de Badajoz.

### Calcolítico
El inicio de esta Edad, que puede datarse hacia 3000 años antes de Cristo, aporta una gran cantidad de datos arqueológicos para los entornos próximos a Badajoz. Estos datos indican que hay numerosos pobladores en las vegas del Guadiana, donde realizan trabajos al aire libre fuera de los anteriores cobijos de cuevas, lo que hace presumir una climatología más benigna para desarrollar trabajos sobre el terreno. Se encuentran chozas rudimentarias, bien aisladas, bien formando grupos poblacionales. El total de moradores no debió pasar de los mil. Se pasa de un cambio en el modo de subsistencia de la caza a la agricultura y a la ganadería de forma estable. También aparecen las primeras actividades del hombre prehistórico en las actividades mineras y metalúrgicas, consistiendo principalmente en la extracción, fundición y manipulación del cobre. También se encuentran restos de alfarería como platos y cazuelas, piezas de metal elaborado, fosas de enterramientos comunes que son evidencias de asentamientos estables en el periodo denominado Calcolítico Pleno y también Eneolítico. Estos yacimientos han sido encontrados en las proximidades de Badajoz y se sitúan entre losd años 2700 a. C. y 1700 a. C. y tienen especial relevancia los hallazgos del yacimiento de "El Lobo", en la margen izquierda del Guadiana, donde prácticamente se sitúa hoy en día la ciudad de Badajoz. También resulta muy importante el yacimiento de Las Crispitas, en la misma margen y aguas abajo frente al actual Barrio de San Roque. Otro yacimiento, también de relevante importancia es el de Céspedes, en la margen izquierda, aguas abajo del río Guadiana y próximo a los dos anteriores.

### Edad del Bronce y Edad del Hierro
El periodo del Bronce final se extiende a parte del milenio anterior a Cristo. Le sigue la Edad del Hierro, entre los siglos VIII y V antes de Cristo. Los restos aparecidos en la época del Bronce final son, fundamentalmente, necrópolis, cistas que consisten en enterramientos individuales compuesto por cuatro lajas de pizarra cubiertas por otra, armas como hachas y espadas, cerámicas y herramientas del tipo de utensilios cotidianos. Lo más característico de esta época consiste en una rica orfebrería tal que joyas de oro macizo de gran tamaño y peso, llegando a alcanzar los dos kilos, decoradas mediante incisiones. Las piezas más comunes son los brazaletes, discos, espirales y similares.
Los yacimientos más importantes de esta época se encuentran dispersos y alejados de la ciudad de Badajoz, pero su mención es importante ya que en ellos se diferencian dos tipos de asentamientos: unos, castros, de empleo militar situados en oteros y cerros de difícil acceso, utilizados como defensa y vigilancia, y otros, los "poblados", situados en las vegas más bajas, llanas, muy adecuadas para el trabajo en la agricultura y la ganadería. El yacimiento más importante encontrado a orillas del río Guadiana entre Mérida y Badajoz es el de La Pijotilla, próximo a Solana de los Barros. También se encontraron yacimientos importantes, no solo desde el punto de vista arqueológico sino material, de tal manera que se les dio la calificación de "tesoros". Se trata de los yacimientos de Bodonal de la Sierra, Azuaga, Alange, Sagrajas, Guadajira, Orellana, Montijo, Navalvillar de Pela, etc. Ya en todos los cerros y oteros que rodean la capital aparecen yacimientos de los denominados "de defensa" como son los de Orinace, El Monturio, La Muela, Santa Engracia, los Cerros de San Cristóbal, etc.

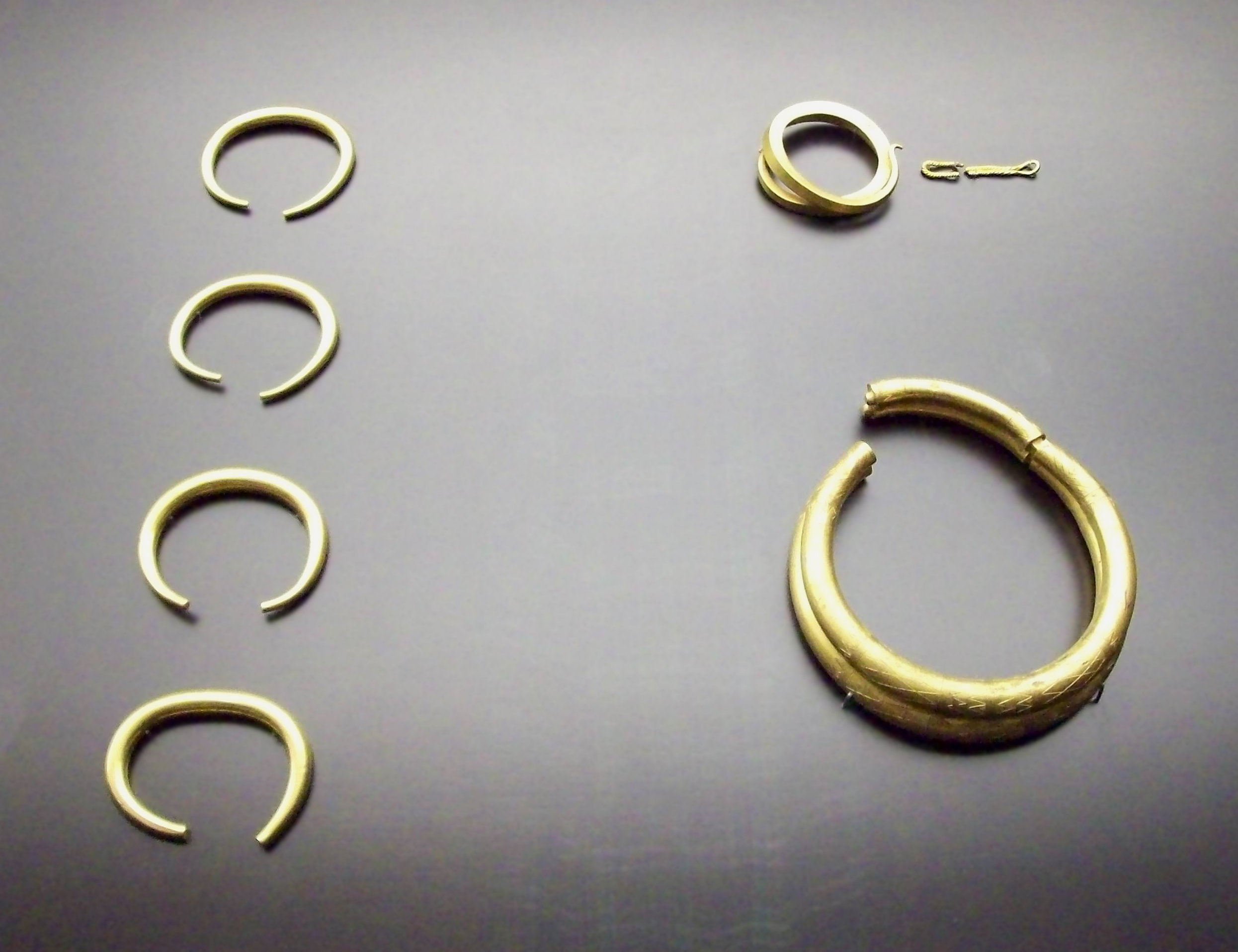
Tesoro de Sagrajas, de inicios del primer milenio a. C. Museo Arqueológico Nacional

Debe tener una especial mención el llamado Tesoro de Sagrajas o la estela del Guerrero de la Granja Céspedes, fechados entre los años 800 a. C. y 500 a. C., cuyos hallazgos, junto con otra serie de utensilios menores, se conservan en el Museo Arqueológico Provincial de Badajoz. La abundancia de materiales proporcionados por estos yacimientos ponen de manifiesto que en época relativamente cercana a nuestros días –esto es, unos 2000 años antes de Cristo– existían numerosos asentamientos de población estable en las vegas bajas del Guadiana y lomas adyacentes. Si bien no puede asegurarse con certeza que estos pequeños grupos de pobladores sean considerados como los antecedentes directos del Batalyós posterior fundada por Ibn Marwán en el siglo IX, sí puede decirse que tampoco es ese el primer núcleo ocupando el Cerro de la Muela y las aledañas vegas del Guadiana.

### Época ibérica o prerromana
La época ibérica se solapa en parte con la etapa del Bronce final y del hierro, entre los siglos VII a IV antes de Cristo. Esta cultura ibérica la llevan a cabo grupos más concretos y conocidos que los de épocas anteriores como son los tartesios y los grupos célticos e íberos entre los que se encuentran los turdetanos y túrdalos ocupando en la zona extremeña la llamada Beturia Túrdala. Posteriormente se consolidaron sus asentamientos, no ya como posiciones defensivas sino como zonas de vida estable que se prolongó hasta la época romana y, más tarde en las épocas medievales, árabes y cristianas. Estos asentamientos son los siguientes, donde se pone entre paréntesis el nombre actual que corresponde con el antiguo emplazamiento: Turóbriga (Bienvenida), Miróbriga (Capilla), Nertobriga Concordia Iulia (Fregenal de la Sierra), Evandria (Talavera la Real), Arsa (Azuaga), Budúa (Bótoa), Agla (Montijo), Lycón (Lobón), Curiga (Calera de León), Fornacis (Hornachos), Armentaria Cabeza del Buey y varios más.
Es necesario precisar que, si bien se han encontrado restos que confirman estos asentamientos próximos a Badajoz, por lo que concierne al ámbito geográfico concreto de esta ciudad, los vestigios son escasos, limitándose a utensilios metálicos y, sobre todo, cerámicos. A la época anterior, la ibérica y solapándose con ella, le sigue la etapa prerromana que se alarga hasta los siglos II y I antes de Cristo en los cuales la romanización de la zona es prácticamente total.
Los altos del Cerro de la Muela y San Cristóbal, donde hoy se sitúa la parte más antigua de la ciudad de Badajoz, fueron asentamientos defensivos y de lucha contra los romanos. Este u otro asentamiento próximo es considerado por algunos autores antiguos como el supuesto Badajoz de la época prerromana. Se trataría de Bada o Badía que Valerio Máximo y Plutarco citan como lugar que sitió Escipión el Africano en su lucha contra Viriato. A Badía la identifican también con Budúa que identifican con el Badajoz Prerromano. Las viviendas de esta época son muy parecidas al chozo campesino tradicional, usado muy frecuentemente hasta hace algunas décadas.

## Edad Antigua
Con la invasión de los romanos, iniciada en el año 218 a. C., para luchar contra Aníbal en la segunda guerra púnica, termina prácticamente esta época, quedando Badajoz, al igual que toda Extremadura, en la demarcación administrativa denominada Hispania Ulterior, al sur de la Hispania Citerior, que era la situada más al norte.
En el término municipal de Badajoz encontramos tres villas romanas, cuyos vestigios arqueológicos todavía se conservan: la Cocosa (El área principal de la villa estuvo ocupada desde principios del siglo I d. C. y alcanzó su máximo esplendor en el siglo IV), el Pesquero (siglos I-V) y las Tomas (siglos I-II), encontrándose mosaicos y numerosos vestigios arqueológicos en su extenso término municipal. Además, cuenta con una necrópolis romana e inscripciones funerarias encontradas junto a la Plaza Alta.

### Guerras lusitanas
Los lusitanos derrotan cerca de Badajoz, en Lobón, en el año 190 a. C., a la legión romana del Pretor Paulo Emilio, pero la verdadera rebelión de los íberos contra los romanos fue capitaneada por el jefe lusitano Púnico en el año 155 a. C.. Ante la fuerte resistencia encontrada, los romanos envían a Sergio Sulpicio Galba, que también fue derrotado, comprobando los invasores que la mayor dureza del combate la encontraron en los íberos situados en las fértiles vegas bajas del Guadiana. Ante esta gran oposición, Galba esgrime la estratagema de que, a efectos de repartir las tierras de esta zona, hay que dividir a los lusitanos en tres grupos. Una vez divididos pasó a cuchillo a la casi totalidad de estos. Entre los pocos supervivientes de la matanza se encontraba quien habría de oponer la mayor resistencia a los romanos: Viriato. Para vencerle definitivamente, Roma envió a Quinto Fabio Máximo que obtuvo la victoria y obligó a Viriato a suscribir un tratado de paz. A cambio de ello se le declaraba amicus populi romani.
Algunos autores aseguran, en arriesgada hipótesis, que este tratado se firmó en la ciudad ya existente de Badajoz, que recibió el nombre de Civitas Pacis. Frente a estas hipótesis, otros autores sitúan el tratado de paz en Baccia o Batia, que luego sería Badía y posteriormente Badajoz. También hay autores que estiman que «el ilustre Viriato era extremeño, o mejor dicho pacense». A partir de estos momentos la romanización de la península ibérica es total. La historia de Badajoz en esta última etapa de la época prerromana resulta prácticamente desconocida. En este periodo de tiempo Badajoz, si es que ya existía, debía ser una modesta aldea.

## Edad Media: Orígenes

### Versión legendaria

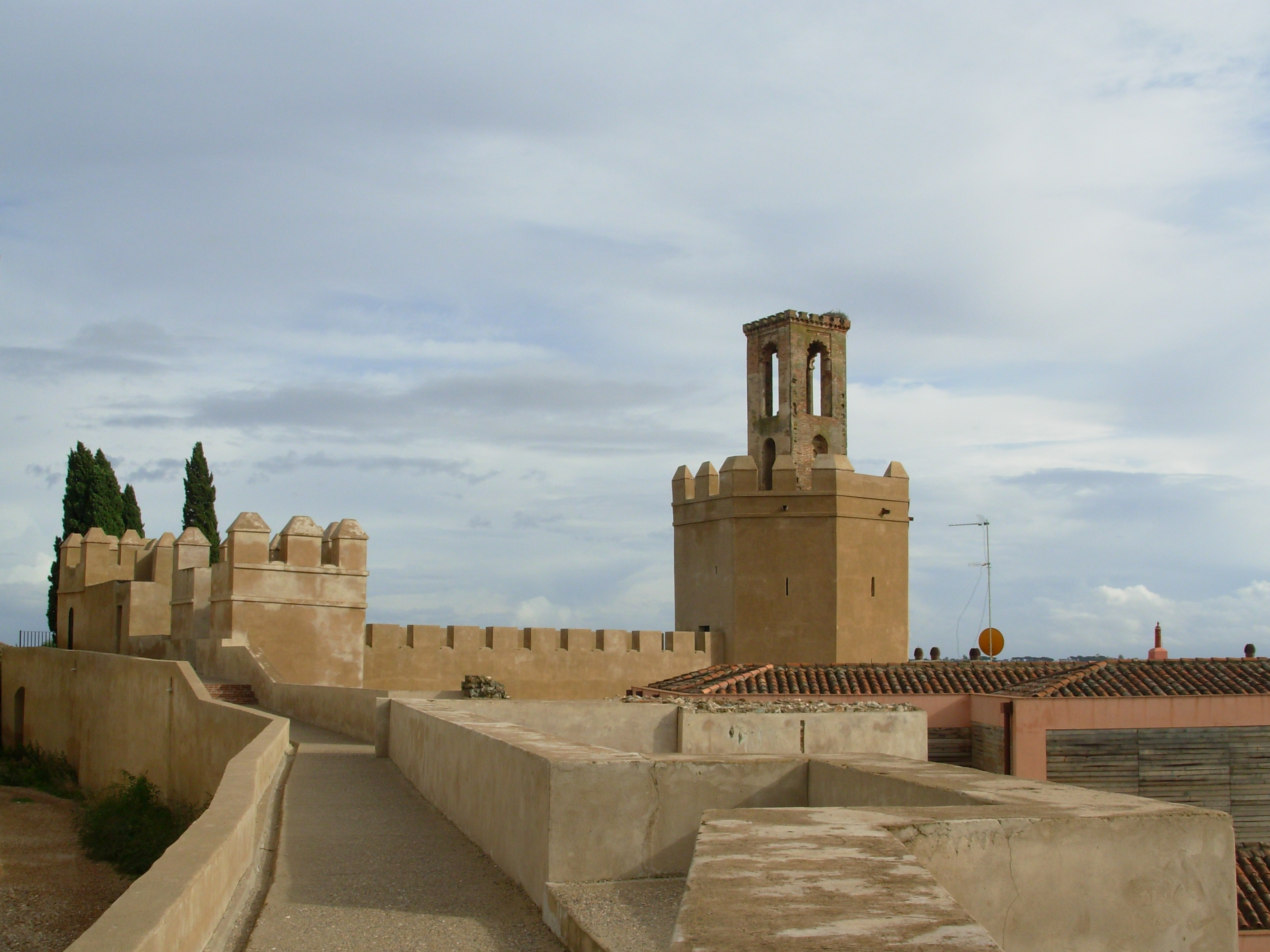
Alcazaba de Badajoz

Algunos escritores antiguos nos deleitan con sus versiones acerca de los primeros pobladores de la Ciudad de Badajoz. Según ellos, fue Túbal, nieto de Noé quien, hacia el año 143 después del Diluvio Universal se asentó en las proximidades, o prácticamente en el mismo lugar, del actual Badajoz, añadiendo a la leyenda que la primera división de territorios se realizó el año 102 después del Diluvio, fecha que coincide exactamente con el año 1666 después de la creación del mundo.

### Versión histórica
Será en época visigoda cuando en Badajoz comiencen a existir edificaciones de entidad a tenor de los restos encontrados, aunque sigue sin demostrarse la existencia de la ciudad y de su obispado, que según algunos historiadores ya existía, cuyo asentamiento era la Bagasti visigoda, manteniéndose activos en época mozárabe. En el Cerro de la Muela afloraron conjuntos escultóricos y relieves así como en otros puntos de la ciudad. También aparecen restos constructivos de abundantes edificaciones lo que prueba la existencia de un núcleo poblacional importante. Una gran cantidad de frisos, capiteles, pilastras, antas, columnas, cimacios, etc. procedentes de estas edificaciones encontradas en Badajoz se encuentran depositadas en el Museo Arqueológico Provincial de Badajoz y de Mérida.
Las muestras más representativas y notables de la Plaza Alta y de la de San José son los cimacios y columnas de las arquerías, el antiguo palacio del Marqués de Machín o del Gobernador en la Plaza de San Juan, hoy conocido como la Casa del Cordón, casa de Morales, casa n.º 4 de la calle de San Juan, etc. que se conservan en muy buen estado. Otras como la Casa de la Roma o el antiguo Pósito que se conservaron hasta fechas recientes, han desaparecido.

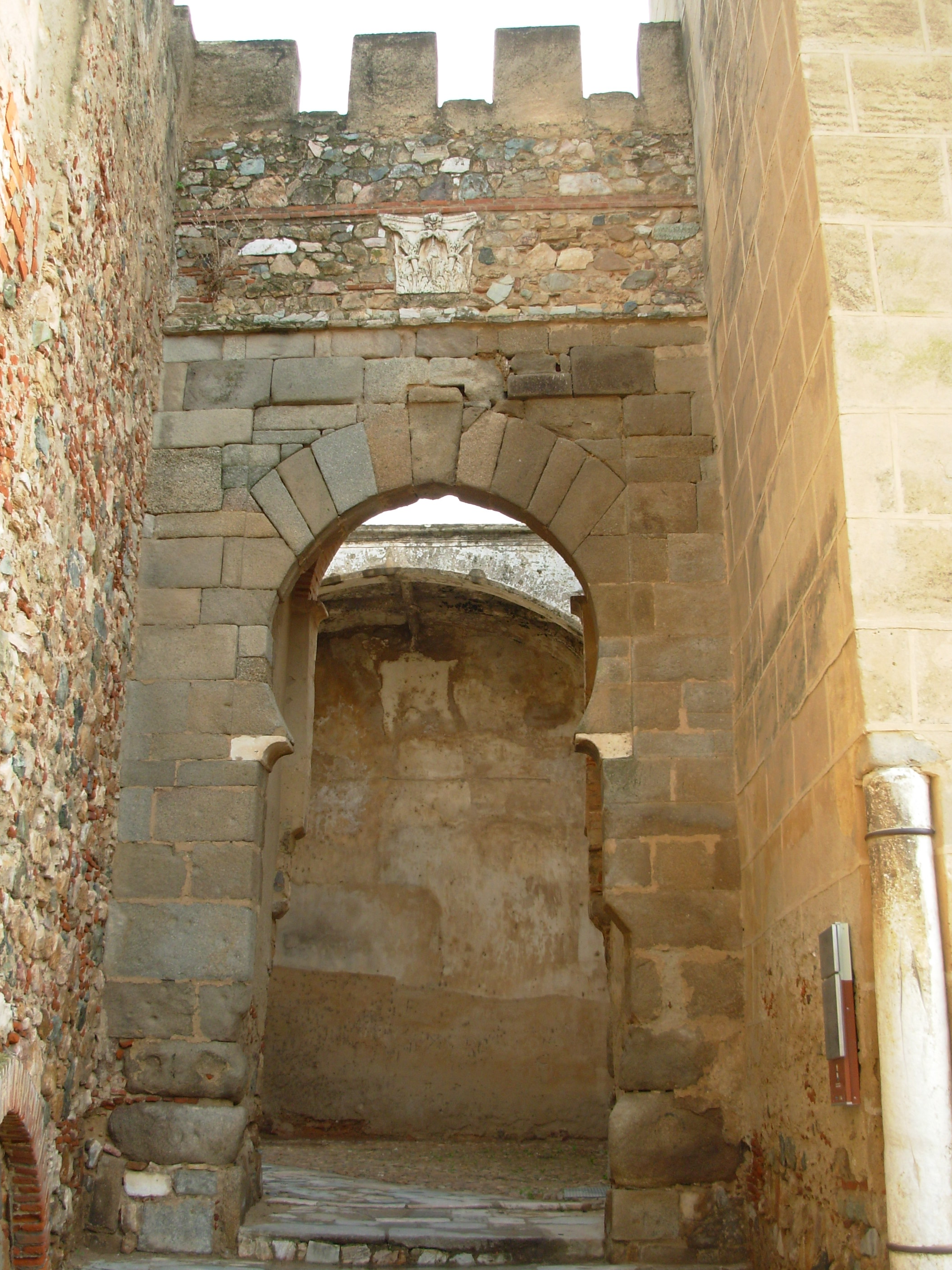
Puerta del Capitel

Merece la pena consignar algunas noticias de la tradición legendaria que nutrieron la historia del pasado de Badajoz si bien las posibilidades de veracidad son escasas. Una de ellas es la que alude a las conexiones de San Hermenegildo con Badajoz a partir del hecho de haber abjurado del arrianismo abrazando la fe católica persuadido por su tío San Leandro, Arzobispo de Sevilla. Dado que su padre Leovigildo le instó a la religión oficial visigoda, se enfrentaron en combate en las zonas próximas a Badajoz, donde San Hermenegildo resultó derrotado y deportado. Posteriormente, Hermenegildo abandonó el combate con su padre y se retiró con trescientos caballeros al castillo de Osset que sitúan en el actual pueblo portugués de Ouguela, en las inmediaciones de Campomayor, que en esa época pertenecía a la ciudad de Badajoz. Puede encontrarse en Solano de Figueroa una ampliación de este episodio así como los detalles sobre una curiosa fuente milagrosa existente en Osset y los prodigios que tenían lugar en ella.
Otra referencia tradicional alude al último obispo godo de Badajoz, Benedictus, que con sus caballeros se unió a las tropas que habían levantado en Mérida el gobernador de esa población, Conde Tendero, y su obispo Máximo, para ir en apoyo del Rey Don Rodrigo ante la entrada árabe en la península por Tarifa en el año 711. Siendo derrotado en la batalla junto al río Guadalete, se retiró hacia Mérida y posteriormente a Badajoz, donde permaneció oculto durante algún tiempo pasando luego a Portugal, llegando a Alcobaza, donde al poco tiempo murió.
Mérida, la antigua gran urbe imperial, no aceptaba la dependencia del poder musulmán y se levantó contra él en muchas ocasiones. En el año 827 con Ludovico Pío, rey de los francos; en el 835 con ayuda de los cristianos de Toledo o en el 862, además de otros muchos intentos. Cada rebelión fue duramente sofocada por los árabes con el resultado de numerosas ejecuciones de insurrectos, captura de rehenes, daños en la ciudad con destrucción de los monumentos romanos, y arrasamiento de sus poderosas fortificaciones. Como represalia por el último alzamiento, y para evitar los que en lo sucesivo eran previsibles por parte de los emeritenses, los últimos restos de sus murallas fueron demolidos en el año 868 por orden del emir Mohámed I, quedando en pie solamente la parte principal de la fortaleza. También se ocasionó un gran número de víctimas. Con ello la ciudad quedó prácticamente destruida y casi despoblada.
La ciudad de Badajoz se refundaría en el año 875 por el renegado muladí emeritense Abd al-Rahmán Ibn Marwán El Chiliqui bajo el nombre de بطليوس Batalyaws, sobre un asentamiento ocupado desde las épocas más remotas de la prehistoria. Badajoz se instaló sobre una población visigoda entonces ya desaparecida, o al menos en alto grado de decadencia, aprovechando la cima de una de las dos colinas: el Cabezo de la Muela o Cabezo del Monturio, a partir del cual se desarrolló la ciudad actual. Enfrente, en la margen derecha del río Guadiana, se encuentran las Cuestas de Orinaza o Cerro de San Cristóbal, también conocidas antiguamente como Baxernal o Baxarnal.
Originalmente se le dio a la nueva ciudad el nombre de Mu'assassat Batalyaws, que significa la Fundación de Batalyaws, sin que aún se sepa con seguridad a que se refería la palabra batalyaws que, no obstante, muestra los rasgos típicos de la adaptación a la fonética árabe de un vocablo (topónimo o antropónimo) de origen no árabe (como sucede en el caso de Zaragoza, Sevilla, Córdoba o Cádiz). La misma existencia de este nombre "batalyaws" (o "batalyus", según la vocalización), bien documentado, hace imposible la tradicional teoría de un étimo árabe tipo "balad al-yawz" (tierra de nogales), como sugería Fray Diego de Guadix en 1593, o incluso "balad al-lawz" (tierra de almendros) como han sugerido autores más modernos.
Durante unos cuarenta años aproximadamente Mu'assassat Batalyaws fue una ciudad independiente de Córdoba, reinando Marwán y su descendientes, hasta que Abderramán III, primer Califa, anexionó a Batalyaws siendo entonces una de las ciudades más importantes de Al-Ándalus.
Hoy los pacenses recuerdan la fundación de su ciudad en la fiesta llamada Almossasa Batalyaws.

### Época musulmana

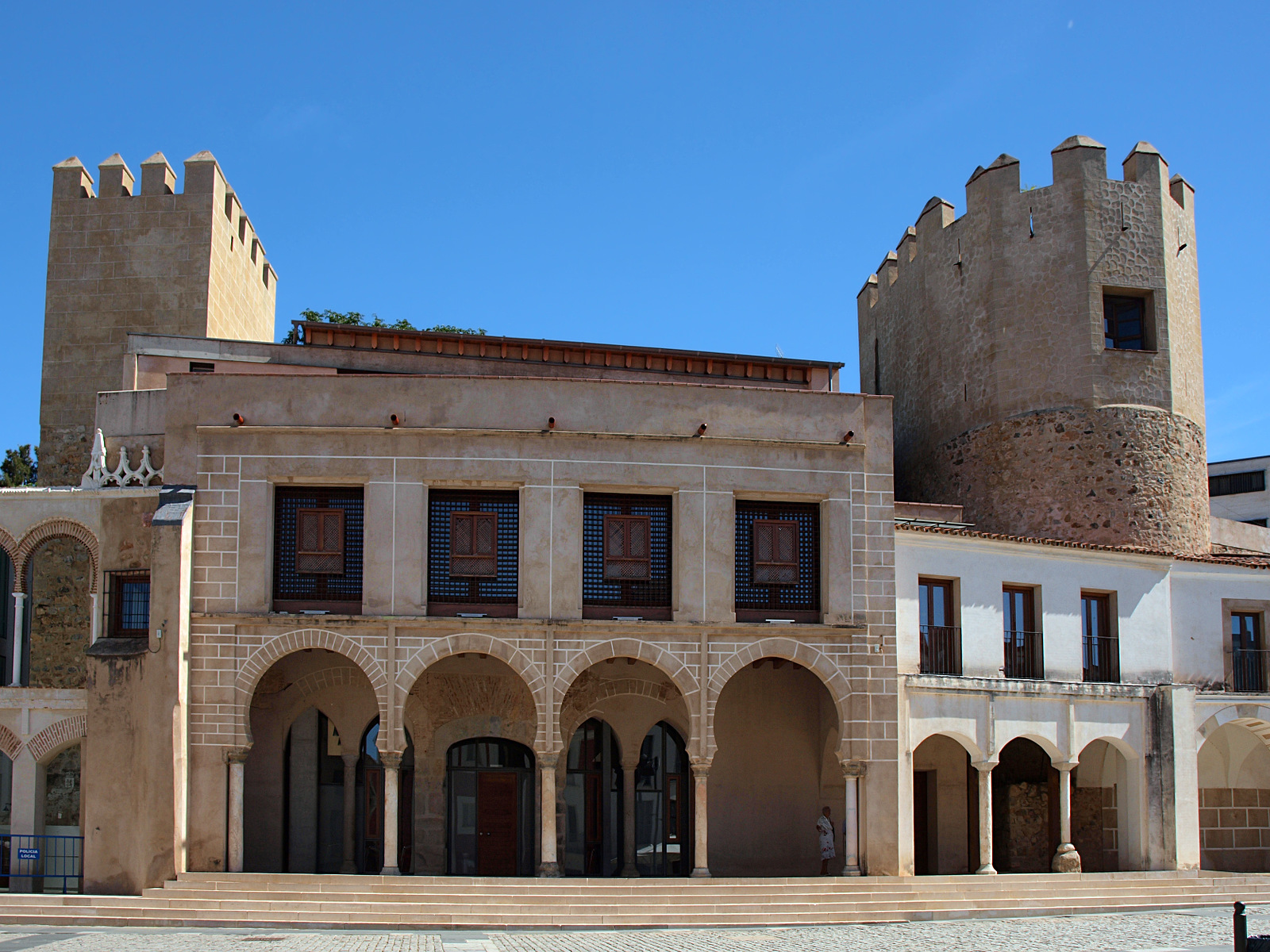
Casas Consistoriales

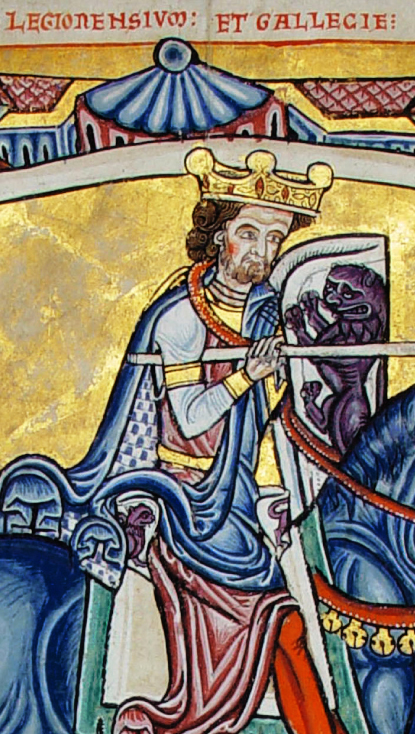
Alfonso VIII de León (conocido como Alfonso IX) conquistó la ciudad de Badajoz y le entregó su estandarte real, con las "Armas de la ciudad" además de fueros y privilegios de un extenso territorio

Más de quinientos años duró la presencia árabe en Badajoz. El cronista Hauberto Hispalense fija la llegada de los invasores árabes a Badajoz en el año 715, quedando arrasada la pequeña ciudad visigoda, destruidas las iglesias o convertidas en mezquitas y muerte por martirio del último obispo godo, San Julián. El silencio posterior de fuentes historiográficas sobre Badajoz ocupa desde principios del siglo VIII hasta mediados del IX. Es a partir de entonces cuando se empiezan a tener noticias, escasas y escuetas, proporcionadas por geógrafos árabes como Al-Razi, Al-Bakri, Al-Idrisi. Posteriormente lo hacen Ibn Adari, Ibn Jaldún y Al-Himyari.

Reinos de Taifas en la península ibérica, hacia 1030

En poco tiempo floreció una próspera ciudad, siendo la más importante fundada por los musulmanes íntegramente. Tuvo periodos de independencia, como la época en que la rigieron los Marwán, o la de los reinos de taifas. A la época de la primera Taifa corresponde la Torre de Espantaperros, de origen almohade y de planta octogonal, construida en 1169. La Taifa de Badajoz, heredera de la extensa kora (provincia) musulmana de Marida (Mérida), llegó a ser la más extensa de entre todas las taifas de la península. Englobaba no solo a Extremadura sino también a una buena parte de Portugal, incluida Lisboa y la frontera con el Duero.
En los casi cuatrocientos años que van desde el momento de la fundación en el 855 hasta la conquista por Alfonso IX de León, se pueden distinguir los siguientes hitos históricos: entre los años 855 y 875, la fundación y desarrollo por Ibn Marwán y entre los años 875 y 930, con el desarrollo bajo los marwánidas como reino independiente. En este periodo se suceden una serie de importantes hechos que vinculan a Córdoba con Mérida y Badajoz y que se solapan en el tiempo con el siguiente periodo, el de la reintegración al Califato de Córdoba. Abderramán III sucedió a su abuelo Abdalá en el año 912 y en el año 930 se proclama califa independiente de Bagdad. En ese mismo año, como castigo a la cerca defensiva que el último descendiente de Ibn Marwán levantara, la derribó para asegurarse la sumisión de la ciudad. Le sucedió Alhaken II en el año 961 al que sucede su hijo, que era aún un niño, Hixam II haciendo de tutora su madre, la sultana Aurora y el valido Abu-Ámir, el poderoso Almanzor.

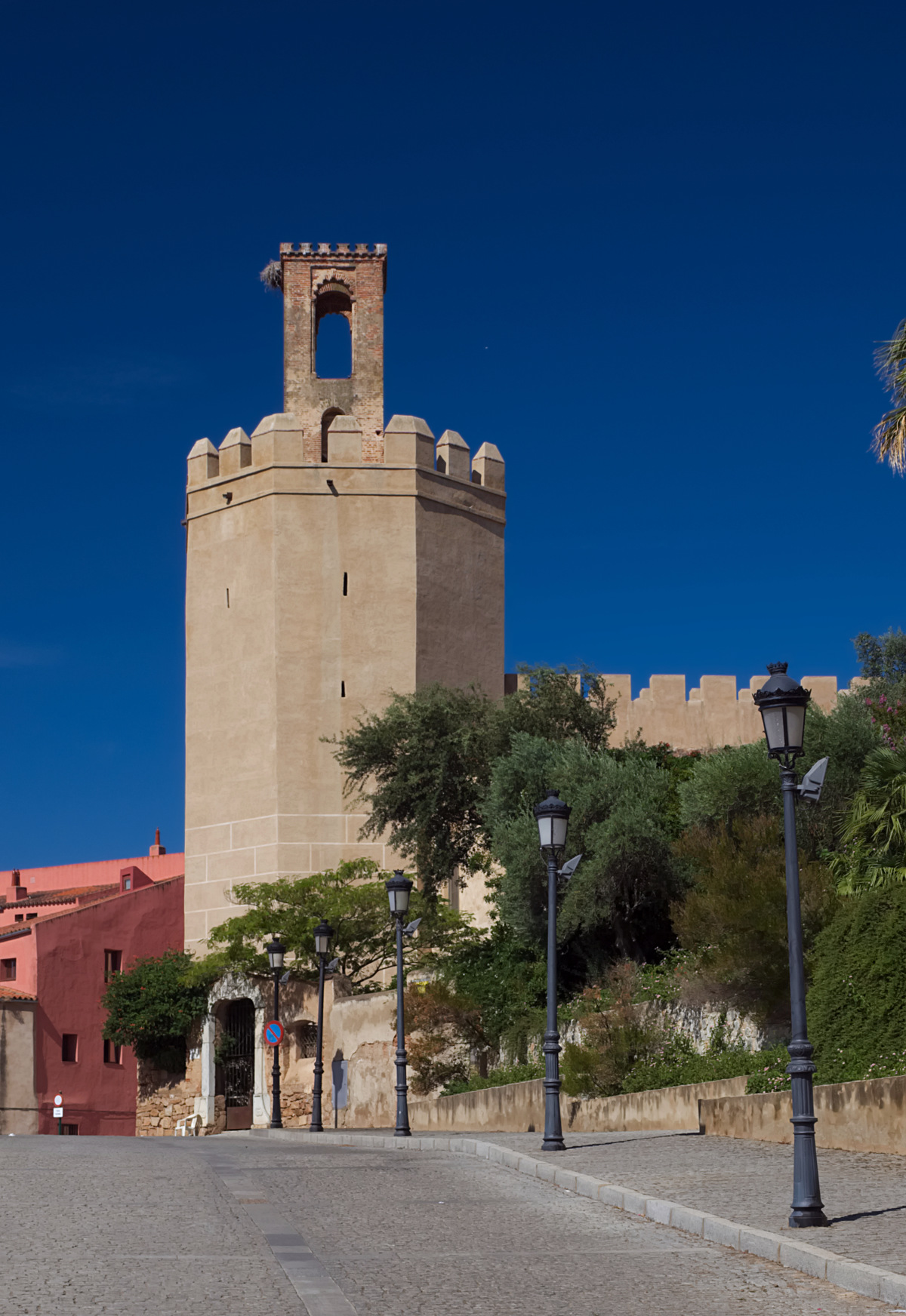
Torre de Espantaperros o de la Atalaya, situada en la alcazaba musulmana de Badajoz

En este ambiente, un liberto o cliente de Al-Haken: Sapur, también llamado "el Maridi" por su conexión con Mérida se puso al frente de la Provincia emeritense y el Algarve, en la que estaba enclavado Badajoz. El persa Sapur se hizo famoso en Córdoba por su sabiduría empezando siendo un esclavo, luego camarero de la corte y, posteriormente, liberado. Sapur se mantuvo como gobernador de Mérida y señor autónomo de Badajoz, unos cuarenta años. Aprovechando la muerte de Almanzor, hacia el año 1016 aproximadamente, se proclamó formalmente háyib de Badajoz, o sea, rey independiente, situación que duró seis años, desde 1016 hasta 1022, año de su muerte.
Dejó a Badajoz como cabeza de un reino fuerte, extenso, bien cimentado y en auge.
La referencia más clara y directa de la muerte de Sapur la da su lápida sepulcral, aparecida en 1883 en una casa de la calle Prim de Badajoz, que se conserva en el Museo Arqueológico Provincial de Badajoz.
A la época de Sapur se corresponde el último obispo mozárabe conocido, el obispo Daniel de la diócesis Baicense de Badajoz, fallecido en el año 1000 según costa en su epitafio y de cuya existencia da fe una lápida funeraria encontrada en la casa de Rodrigo Dosma, hoy desaparecida, y que data del siglo XVI si bien el texto se conservó.
En 1169 Geraldo Sempavor, con la ayuda de Alfonso I de Portugal, trató de reconquistar la ciudad; pero la intervención en su contra del yerno de este último, Fernando II de León, hizo fracasar el intento.
Los periodos más relevantes de la época árabe en Badajoz son los siguientes:
- Entre los años 930 a 1031: Reintegración al Califato de Córdoba.
- Entre los años 976 y 1016: Gobierno de Sapur.
- Entre los años 1016 y 1022: Reino independiente bajo Sapur y los sapóridas.
- Año 1031: Las taifas. Disgregación de la España musulmana.
- Entre los años 1022 y 1095: Esplendor de dinastía aftásida y reinado de Ibn al-Aftas.
- Entre los años 1095 y 1148: Dominio de los almorávides.
- Entre los años 1148 a 1212: Dominio de los almohades.
- Entre los años 1212 a 1231: Etapa de los terceros reinos de taifas.
- Año 1230: Conquista de Badajoz por el rey Alfonso IX de León e incorporación al mundo cristiano.

### Reconquista leonesa
La ciudad fue conquistada por Alfonso IX, rey de León, pasando así el 19 de marzo de 1230 a formar parte del Reino de León. Dicho Rey otorga a la ciudad fueros y privilegios de un extenso territorio, además de un estandarte que consistía en una bandera color carmesí, en uno de cuyos lados aparecían las armas de la Ciudad y en el otro las del Monarca. Poco después de su conquista, en la época de Alfonso X el Sabio, se le concedió el obispado a la ciudad, iniciándose las obras de la Catedral de San Juan Bautista. De esta etapa, concretamente del siglo XIII, procede la bandera de la ciudad, que en la actualidad sigue permaneciendo en vigor pues nunca se derogó, llevando dos siglos sin ser utilizada a pesar del interés popular.
En 1336, durante el reinado de Alfonso XI de Castilla, las tropas del rey Alfonso IV de Portugal sitiaron la ciudad de Badajoz, y poco después, las tropas castellanas a las órdenes de Enrique Enríquez el Mozo, bisnieto de Fernando III, Pedro Ponce de León el Viejo, señor de Marchena, y Juan Alonso Pérez de Guzmán, segundo señor de Sanlúcar de Barrameda, derrotaron a las tropas del rey Alfonso IV de Portugal en la batalla de Villanueva de Barcarrota, y con su victoria obligaron al rey de Portugal a levantar el asedio de Badajoz.
Tras pasar un periodo de decadencia, en el que la ciudad se despobló, resurgió de nuevo ayudada por su condición de ciudad fronteriza.
En el siglo XIV, Juan I de Castilla se casó con Beatriz, heredera del trono de Portugal, en la ciudad de Badajoz.

## Edad Moderna

### SiglosXVIyXVII

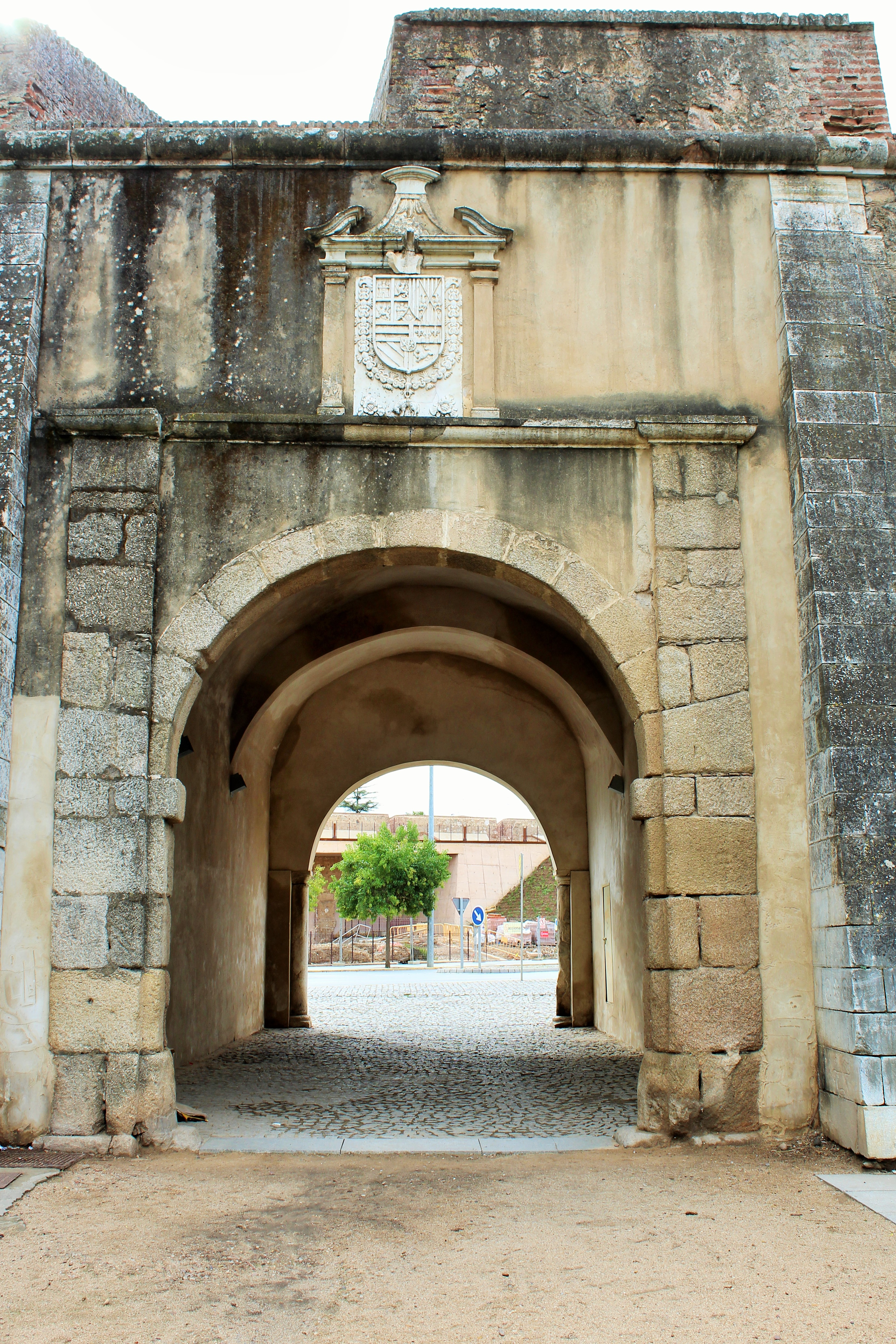
Puerta de la Trinidad

Hecho fundamental en los albores de la Edad Moderna, según el historiador Melquiades Andrés Martín, es la financiación, por parte de la diócesis de Badajoz, del viaje del descubrimiento de América de 1492 con el dinero procedente de la recaudación de la bula de Cruzada.
En 1524 se celebraron las famosas Juntas de Badajoz. Representantes de España y Portugal se reunieron en las Antiguas Casas Consistoriales de la ciudad para esclarecer la situación del meridiano oriental que repartía el mundo en dos zonas de influencia. Participaron, entre otros, Hernando Colón, Juan Vespucio, Sebastián Caboto, Juan Sebastián Elcano, Diego Ribeiro y Esteban Gómez. Estas Juntas o Conferencias se revelaron fundamentales para la difusión de los conocimientos geográficos y cartográficos de ambas Coronas, sobre todo a partir de la verdadera dimensión que tomaba el planeta, tras el viaje de circunnavegación de Magallanes y Elcano (1519-1522). Con motivo de hacer valer sus derechos a la Corona portuguesa y anexionar los reinos españoles con Portugal, Felipe II trasladó la Corte a Badajoz en 1580 y en ella murió, embarazada, la reina Ana de Austria, y fue enterrada en el Real Monasterio de Santa Ana de Badajoz, donde estuvo durante varios años hasta su traslado al Real Monasterio de San Lorenzo de El Escorial. Como recuerdo, se permitió que las entrañas de la reina se quedaran enterradas en el monasterio pacense de Santa Ana, donde actualmente permanecen enterradas en el suelo del coro de dicho monasterio. Además, en 1558 Leonor de Habsburgo, hermana del emperador Carlos V, tras salir de Badajoz, moría en Talavera la Real (perteneciente a su término municipal, por entonces).

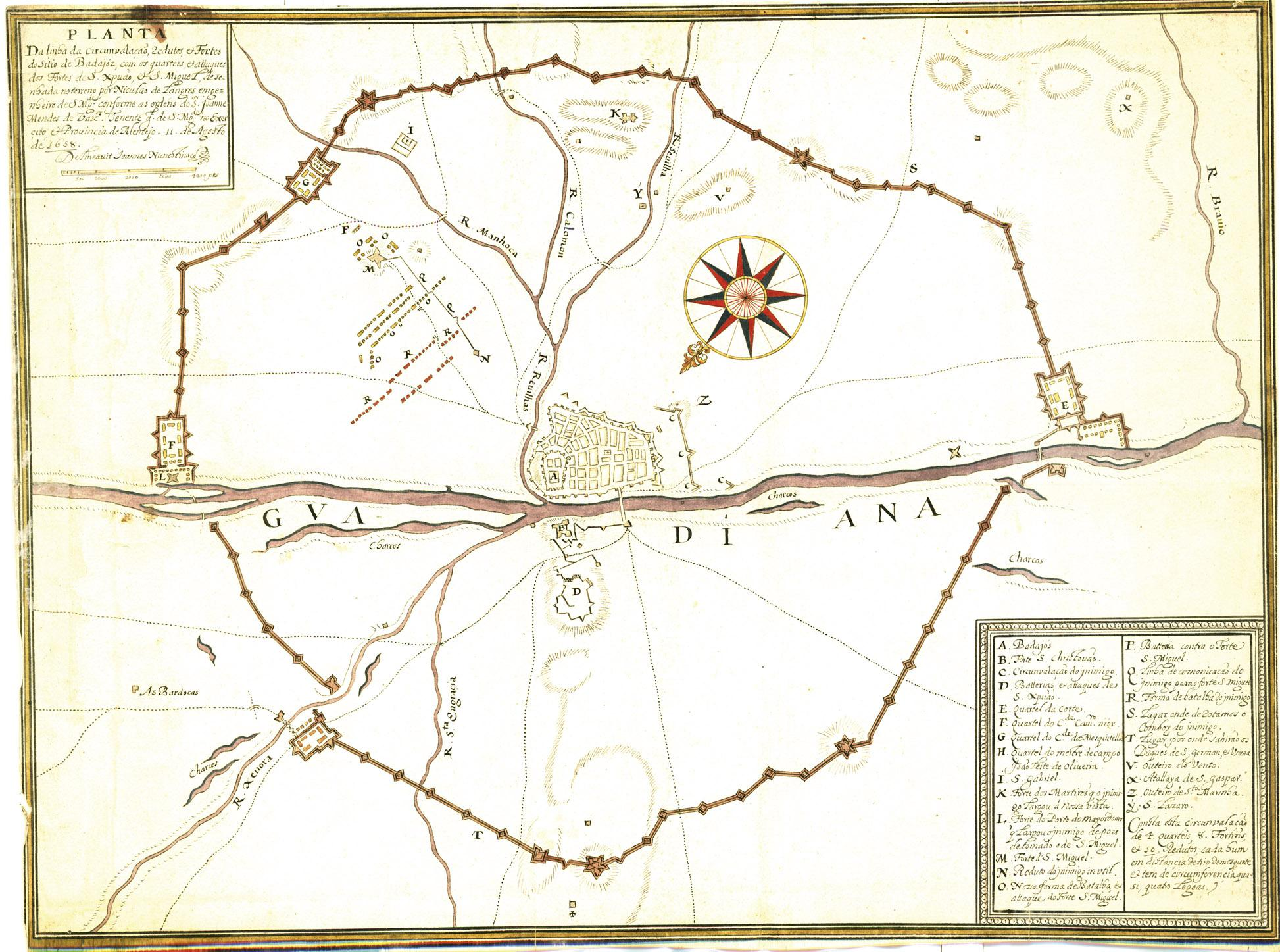
Mapa del cerco portugués durante el asedio de Badajoz (1658)

Durante el siglo XVI la ciudad vive un verdadero renacimiento cultural con personalidades como el pintor Luis de Morales, el músico Juan Vázquez, el humanista Rodrigo Dosma, el poeta Romero de Cepeda, el dramaturgo Diego Sánchez de Badajoz, el místico dominico Fray Luis de Granada y el arquitecto Gaspar Méndez. Desde 1580 hasta 1640 la ausencia de guerras hizo florecer la ciudad de nuevo, pero la Guerra de Restauración portuguesa (1640-1668) afectó de lleno a la ciudad, que sufrió importantes ataques y un gran asedio portugués en 1658. Su contribución a la conquista de América fue numerosa, ya que según el historiador Vicente Navarro del Castillo, 428 habitantes de Badajoz participaron en dicha conquista destacando de entre ellos Pedro de Alvarado, Luis de Moscoso, Sebastián Garcilaso de la Vega (padre del Inca Garcilaso) y Hernán Sánchez de Badajoz.
Desde 1653 hasta 1833 Badajoz será la sede de la capital de la Provincia de Extremadura, y sede de la Capitanía General del Real Ejército de Extremadura.

### SigloXVIII
A finales del siglo XVII y principios del XVIII, nuevamente la ciudad se encontró con un periodo de guerras. Primero la guerra de Restauración portuguesa (1640) y, tras ella, la Guerra de Sucesión Española (1702 hasta 1713). En ambas sufrió numerosas agresiones y asedios. Por este motivo la ciudad no cuenta con grandes edificios que perduraran en el tiempo. En cambio, nos han legado las impresionantes murallas del complejo abaluartado de estilo Vauban que protegían la ciudad. En 1729, el hijo del rey Felipe V –futuro rey Fernando VI–, contrajo matrimonio con la infanta de Portugal Bárbara de Braganza (que fue reina consorte de España), hija del rey portugués Juan V. Esta celebración fue doble, pues, al mismo tiempo, el hermano de Bárbara de Braganza y príncipe de Brasil, José de Braganza, se casaba con la infanta española Ana María Victoria, en la Catedral de Badajoz.

## Edad Contemporánea

### SigloXIX

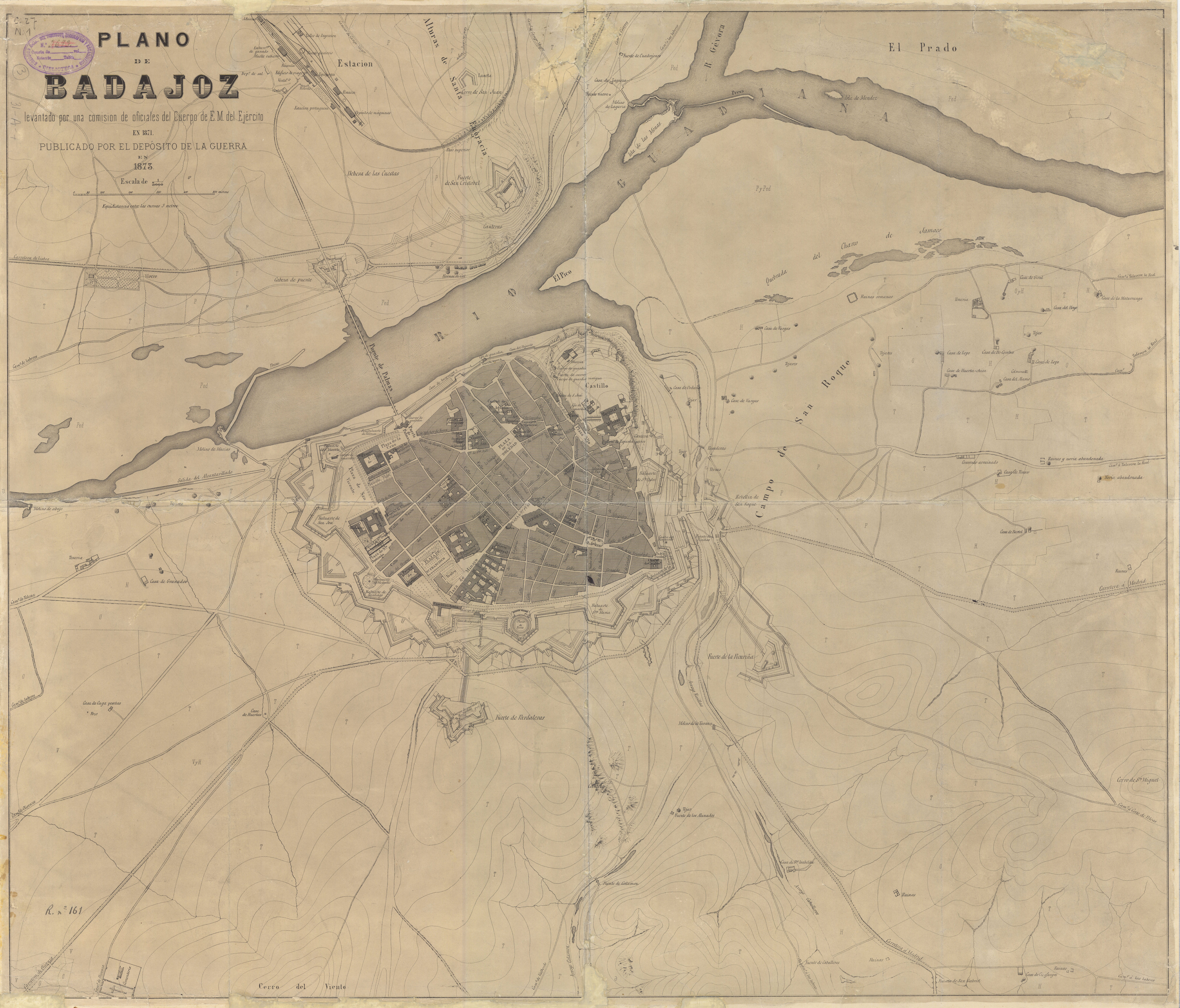
Plano de Badajoz en 1873

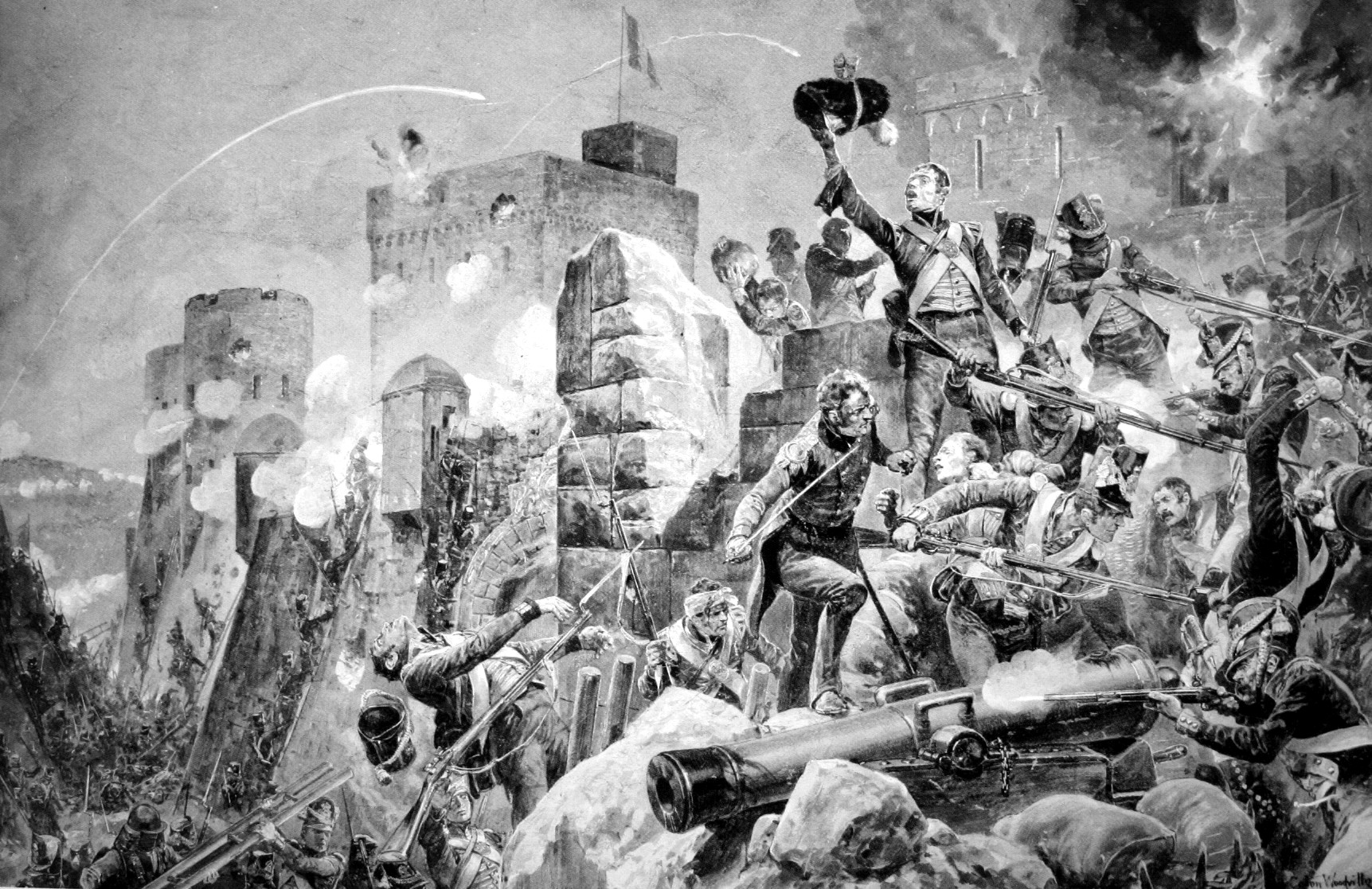
El 88º Regimiento en el Sitio de Badajoz, por Richard Caton Woodville Jr. En esta obra se representa la batalla de Badajoz de 1812, que permitió la recuperación de la ciudad, tras haber caído en manos francesas

Durante la Guerra de la Independencia, ya en el siglo XIX, la ciudad sufrió tres asedios: en el primer sitio, Badajoz fue tomada —por primera vez en su historia— por los franceses. El segundo sitio fue realizado por las tropas aliadas y provocó la batalla de La Albuera. En el tercer sitio, en 1812 las tropas inglesas recuperaron la ciudad, dedicándose al pillaje y saqueo descontrolado tras su toma.
En 1816 se funda la Real Sociedad Económica de Amigos del País de Badajoz, institución de espíritu ilustrado y liberal, decisiva en el desarrollo económico y cultural de la ciudad y provincia durante el siglo XIX. Entre sus creaciones figuran la Cátedra de Agricultura, la Universidad de Provincia, la Escuela Normal de Maestros, el Instituto Central de Enseñanzas Medias, La Caja de Ahorros y Monte de Piedad de Badajoz, la primera biblioteca pública de Extremadura, la Academia de Ciencias Médicas, la Escuela de Artes y Oficios, y la Granja Agrícola.
A la caída del Antiguo Régimen la localidad se constituye en municipio constitucional en la región de Extremadura. Desde 1834 es cabecera del Partido judicial de Badajoz. En el censo de 1842 contaba con 2865 hogares y 11715 vecinos.
Con motivo de las actuaciones políticas y bélicas, entre ellas la Guerra de la Independencia Española y el Trienio Liberal, la Real Audiencia de Extremadura tuvo que abandonar su sede y trasladarse a diferentes lugares, entre ellos Badajoz.
En agosto de 1883 se produjo un intento de pronunciamiento bajo dirección de Ruiz Zorrilla, con la intención de instaurar un régimen republicano en España, sublevándose la guarnición de Badajoz. Esta intentona acabaría fracasando en su objetivo.
El final del siglo XIX y el principio del siglo XX fue una etapa de gran crecimiento de Badajoz. Se realizaron destacadas obras arquitectónicas en el centro de ciudad; se crearon barrios extramuros (San Fernando y San Roque), y se planteó la demolición del recinto amurallado, hecho que no ocurriría hasta 1931 con la apertura de tres brechas.

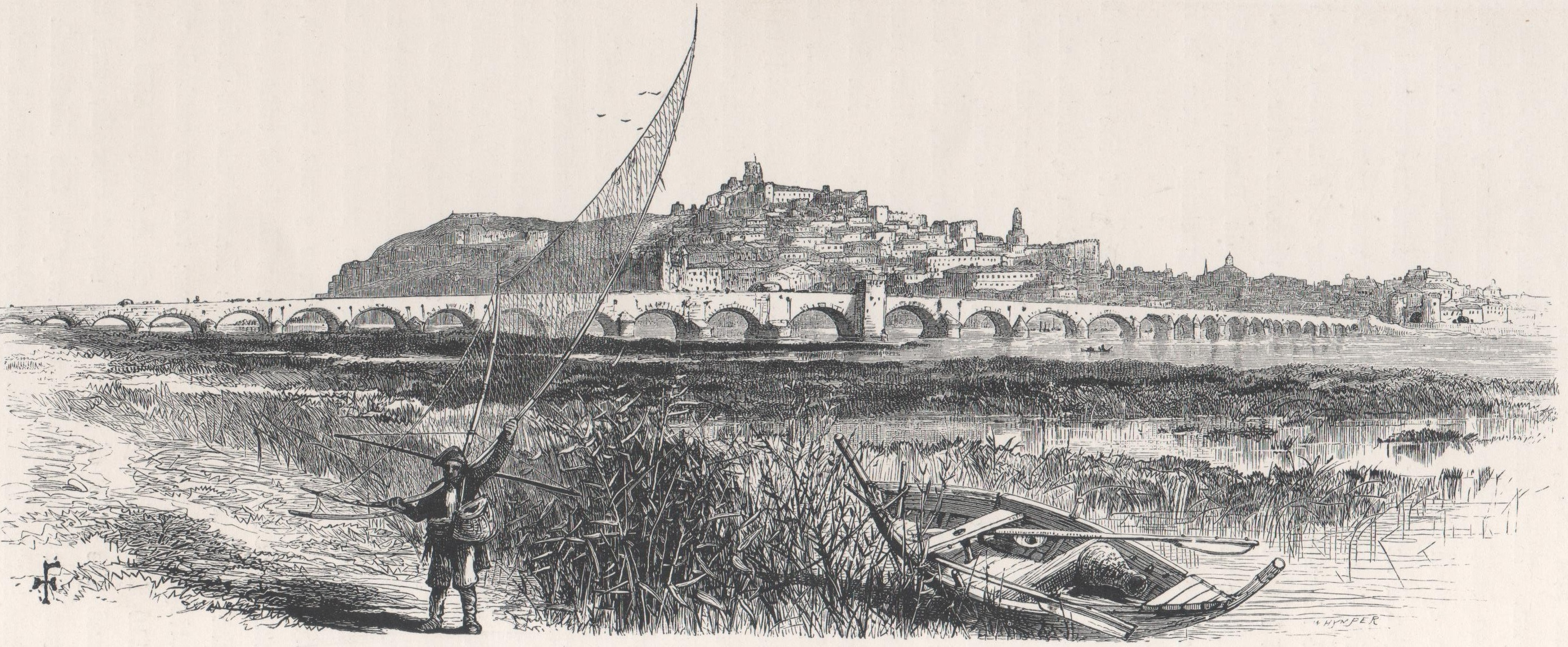
Vista de Badajoz desde el río Guadiana, en una xilografía de 1880 a partir de un dibujo de Harry Fenn publicada en la obra Picturesque Europe

### Guerra Civil

Mapa de las operaciones entre agosto y septiembre de 1936. Como se puede observar, la toma de Badajoz era vital para el bando sublevado, pues comunicaba el grupo de ejércitos del sur con la zona norte controlada por el general Mola. En rojo se puede ver la zona controlada por la república, en azul el territorio bajo control de los sublevados y en verde los avances de éstos en este período

Durante la guerra civil española (1936-1939), Badajoz fue ocupada el 14 de agosto de 1936 tras el del golpe militar del 18 de julio durante la batalla de Badajoz. Con la ocupación de Badajoz el ejército sublevado consiguió comunicar el sur de la península con el norte, donde las provincias castellanas y gallegas no habían ofrecido tanta resistencia a los sublevados. Badajoz sufrió una brutal represión por parte del ejército golpista al mando del teniente coronel Juan Yagüe, la matanza de Badajoz, que tuvo lugar en los días posteriores a la ocupación de la ciudad, utilizándose la antigua plaza de toros (hoy derribada y sustituida por un palacio de congresos) como lugar de reclusión de cientos de prisioneros que serían fusilados. Se calcula que unas 4000 personas fueron ejecutadas.

### Actualidad
Tras la guerra, la ciudad siguió creciendo, si bien, a partir de 1960 durante el conocido como milagro económico español (1959-1973), sufrió grandes migraciones a otras regiones españolas y a otros países europeos. Durante las décadas siguientes, la actividad económica predominante de la ciudad pasaría del sector primario al terciario. 
De los términos municipales más grandes de España, en la última década del siglo XX disminuye el término del municipio porque independiza Valdelacalzada y Pueblonuevo del Guadiana; posteriormente, en 2012, también lo haría Guadiana del Caudillo. Anteriormente incluía otras localidades, actualmente independientes (como Talavera la Real o Villar del Rey, entre otras, así como otras más lejanas como Zafra). 
En noviembre de 1997 una riada asoló varias barriadas de la ciudad, produciendo la muerte a veintidós personas.
En 2011, tuvo lugar la primera edición de la Fiesta de Los Palomos (a iniciativa del programa El Intermedio), convirtiéndose en una de las fiestas más multitudinarias de Extremadura en favor de la igualdad y la diversidad, acogiendo a personas de diferentes puntos del ámbito nacional, convirtiéndose en un evento de carácter anual.
La supresión de los controles de fronteras con Portugal, por el acuerdo de Schengen dio un nuevo empuje económico a esta ciudad fronteriza. En 2013 se creó la Eurociudad Badajoz-Elvas para impulsar el crecimiento conjunto y compartir infraestructuras a ambos lados de La Raya. Actualmente, Badajoz, además de seguir apostando por el comercio, está inmersa en un plan de difusión turística y de rehabilitación des monumentos históricos, así como diferentes proyectos arqueológicos, en el Proyecto Patrimonio de la Humanidad.